# Литовский университет наук о здоровье
Литовский университет наук о здоровье (лит. Lietuvos sveikatos mokslų universitetas (LSMU)) — высшее учебное заведение в Каунасе, Литва. Образован в 2010 году путём объединения Каунасского медицинского университета и Литовской ветеринарной академии. Крупнейший ВУЗ страны в области биомедицины.

## История
| Учреждение и руководство | Учреждение и руководство | Учреждение и руководство                                                                    | Учреждение и руководство |
| Года                     | Статус                   | Высшее учебное заведение                                                                    | Руководитель |
| ------------------------ | ------------------------ | ------------------------------------------------------------------------------------------- | --- |
| 1920—1922                | Отдел медицины           | Высшие курсы                                                                                | |
| 1922—1950                | Медицинский факультет    | Литовский университет → Университет Витаутаса Великого                                      | декан Пятрас Авижонис (1922—1924) декан Владас Лашас (1924—1940) декан Юозас Мешкаускас (1940—1944) декан Владас Лашас (1944—1946) неизвестно (1946—1950) |
| 1950—1989                | —                        | Каунасский медицинский институт                                                             | директор Юозас Купчинскас (1950—1953) декан Зигмас Янушкявичюс (1953—19ХХ)                                                                                |
| 1989—1998                | —                        | Каунасская медицинская академия                                                             | ректор Антанас Прашкявичюс (1989—1991) ректор Вилюс Грабаускас (1991—19ХХ)                                                                                |
| 1998—2010                | —                        | Каунасский медицинский университет                                                          | [кто?] |
| 2010—н. в.               | —                        | Литовский университет наук о здоровье (после слияния КМУ и Литовской ветеринарной академии) | [кто?] |

В 1919 году в Каунасе началось изучение медицины. В 1920 году Отдел медицины стал отделением Высших курсов.
В 1922 году преобразован в Медицинский факультет при новоучреждённом Литовском университете.
В 1930 году построено здание Клиники болезней глаз, ушей, носа и горла.
В 1933 году — здание Медицинского факультета.
В 1940 году — здание Клиники Медицинского факультета.
В 1950 году факультет преобразован в Каунасский медицинский институт вместо медицинского факультета Каунасского университета.
В 2010 году решением Сейма были объединены Каунасский медицинский университет и Литовская ветеринарная академия в нынешний Литовский университет наук о здоровье.

## Деканы
- 1922—1924 — Пятрас Авижонис;
- 1924—1940 — Владас Лашас;
- 1940—1944 — Юозас Мешкаускас
- 1944—1946 — Владас Лашас;
- 1950—1953 — директор профессор Юозас Купчинскас
- 1953 — Зигмас Янушкявичюс

## Структура
Каунасский медицинский институт готовит врачей (в том числе с усиленной подготовкой по биофизике, математике и биометрии), врачей-стоматологов и провизоров. Создан в 1950 на базе медицинского факультета Каунасского университета (1922). В составе К. м. и. (1972): факультеты — лечебный, стоматологии, фармации, аспирантура; 39 теоретических и клинических кафедр; институт физиологии и патологии сердечно-сосудистой системы; анатомический и паталого-анатомический музеи; в библиотеке более 600 тыс. тт. В 1972/73 учебном году в институте обучалось около 3 тыс. студентов, работало свыше 350 преподавателей и научных работников, в том числе 1 академик АМН СССР и АН Литовской ССР, 1 член-корреспондент АМН СССР, 33 профессора и доктора наук, более 200 доцентов и кандидатов наук. К. м. и. предоставлено право принимать к защите кандидатские и докторские диссертации. С 1970 К. м. и. является международным центром Всемирной организации здравоохранения по изучению эпидемиологии ишемической болезни сердца. Издаются сборники научных трудов.
За годы существования институт подготовил около 5,5 тыс. специалистов.
В 1990 св. 2,5 тыс. студентов. В 1998 переименован в Каунасский медицинский университет. В 2010 году объединен с Литовской ветеринарной академией в Литовский университет наук о здоровье (Lietuvos sveikatos mokslų universitetas).